# 더 킬러스 (2012년 영화)
《더 킬러스》(영어: One in the Chamber)는 2012년 공개된 미국의 액션 스릴러 영화이다.

## 출연

### 주연
- 돌프 룬드그렌
- 쿠바 구딩 쥬니어

### 조연
- 빌리 머레이
- 레오 그레고리
- 클라우디아 바솔스
- 아론 맥퍼슨

## 기타
- 특수효과: 닉 앨더
- 시각효과: 펠릭스 레파다투
- 스턴트: 다이안 리스토브